# Izydor (patriarcha Konstantynopola)
Izydor, gr. Ισίδωρος, Isidōros (zm. 1350) – patriarcha Konstantynopola od 17 maja 1347 do 1350.

## Życiorys
Izydor Wukiras początkowo uczył się u Gerazyma Eubejskiego w Tesalonice. Około 1320 r., zainspirowany wspomnieniami swego mistrza, współpracownika Grzegorza Synaity, opuścił Tesalonikę i udał się na górę Atos, gdzie został uczniem Synaity.
17 maja 1347 Izydor, wówczas już biskup Monemwazji, a przy tym uczeń i przyjaciel Grzegorza Palamasa został wybrany na, opustoszały po usunięciu przez cesarzową Annę Jana XIV Kalekasa, tron patriarszy. Wcześniej przyjęcia tej godności odmówili Grzegorz Palamas i czcigodny Sawa z klasztoru Watopedi. Nowo wybrany patriarcha wyświęcił 32 nowych biskupów życzliwie nastawionych do idei teologicznych Grzegorza Palamasa, którzy podpisali tomos z 1347 r. 21 maja Izydor koronował po raz drugi cesarza Jana VI Kantakuzena. Tej wiosny powołał też Grzegorza Palamasa na stolicę metropolitalną Tesaloniki w miejsce usuniętego Hiacynta.
Wiosną 1347 r. nieco ponad 20 biskupów wystąpiło przeciw ustanowieniu Izydora patriarchą. Dystansując się od potępionego Akyndyna, wydali własny tomos, w którym składali z urzędu Izydora (ustanowionego, ich zdaniem, bezprawnie i przy pomocy władzy świeckiej i podejmującego szereg bezprawnych czynności) i Grzegorza Palamasa, obwiniając ich o szpiegowanie i prześladowanie opozycji, bezbożność, oddzielanie dzieci od rodziców pod pozorem ascezy (zarzut dotyczył przepowiadania Izydora w Tesalonice, w okresie gdy był jeszcze osobą świecką), ikonoklazm i odrzucenie przedmiotów sakralnych. W sierpniu 1347 r. po nieudanych próbach doprowadzenia opozycjonistów do posłuszeństwa Izydor i jego synod formalnie złożył zbuntowanych biskupów z urzędu. Wykonanie postanowień synodu zostało jednak odłożone w czasie w nadziei na ich nawrócenie.
Izydor zmarł w 1350 r. Żywot Izydora opisał w latach 1355–1357 patriarcha Filoteusz Kokkin.